# Тейлор, Кэти
Кэти Бриджет Тейлор (англ. Katie Bridget Taylor, род. 2 июля 1986 года в Брее) — ирландская девушка-боксёр (выступает в категории до 60 кг) и футболистка, олимпийская чемпионка 2012 года, чемпионка мира, Европы и Ирландии по боксу среди женщин-любительниц. Абсолютная чемпионка мира в легком весе (объединила титулы по версиям WBA, WBC, WBO, IBF и журнала The Ring в течение 2017—2019 годов), чемпионка мира по версии WBO в первом полусреднем весе (2019). После победы над Дельфин Персон в 2019 году она стала одной из восьми боксеров в истории (женщины или мужчины), которые одновременно обладали всеми четырьмя основными титулами чемпиона мира по боксу — WBA, WBC, IBF и WBO.

## Биография

### Бокс
Боксом начала заниматься в возрасте 12 лет под руководством своего отца, успешного боксёра-любителя. 31 октября 2001 года впервые появилась на ринге в Белфасте, проведя поединок против 16-летней Аманды Одли (Мёрфи). Кэти выиграла в третьем раунде по очкам 23-16 и стала таким образом первой успешной боксёршей из Ирландии. Выигрывая разнообразные малые турниры, в 2005 году Кэти, наконец, выиграла чемпионат Европы в норвежском Тёнсберге, победив в финале финку Еву Вальстрём: при счёте 19-17 Ева получила серьёзный удар в лицо, и поединок был досрочно остановлен, а победу присудили Кэти.
В том же году на чемпионате мира в Подольске Кэти дошла до четвертьфинала, где проиграла кореянке Кум Уй Хань. Но уже через год на чемпионате Европы в Варшаве Кэти одержала вторую победу, победив в финале действовавшую чемпионку мира россиянку Татьяну Чалую со счётом 18-3 и завоевав титул лучшей спортсменки по итогам всего чемпионата.
Я думала, что финал будет гораздо жёстче, потому что моя соперница — чемпионка мира, но моя подготовка была блестящей. Я участвовала в Венгрии на международном турнире, а затем тренировалась в Норвегии, что и послужило причиной моей хорошей подготовки. Это был момент гордости для меня и моего отца Питера, находившегося в моём углу. Я была в восторге от того, что получила приз лучшего боксёра чемпионата, поскольку этого не ожидала: такой приз можно назвать вишенкой на моём победном торте. Я хочу поблагодарить всех членов Ирландской ассоциации любительского бокса за эту победу, поскольку все они помогали мне последние несколько лет и болели за меня. Я готовлюсь к чемпионату мира в Индии и ожидаю довольно жёсткой борьбы на нём, поскольку там будут только лучшие.
Благодаря своей победе она попала на чемпионат мира в Нью-Дели, где снова победила Чалую в полуфинале, а в финале расправилась с аргентинкой Аннабеллой Фариас и завоевала первый титул чемпионки мира. В 2007 году Кэти стала трёхкратной чемпионкой Европы, выиграв первенство в Дании, а в августе 2008 года отстояла свой титул в Ливерпуле, одолев польку Сандру Крук и отправив её дважды в нокдаун. В том же 2008 году на чемпионате мира Кэти завоевала второй чемпионский титул, одолев в финале китаянку Чен Донг.
21 марта 2009 года на арене O2 в Дублине Кэти приняла участие в специальном поединке против трёхкратной чемпионки Панамериканских Игр и своей соперницы по чемпионату мира 2006 года Кэролайн Бэрри из США, одолев её со счётом 27-3. Примечательно, что это было так называемое вступление к боксёрскому поединку ирландца Бернарда Данна и панамца Рикардо Кордобы. Сама ирландка после матча поблагодарила ирландских болельщиков за поддержку:

Я не могла поверить в то, какую поддержку мне оказывают — для меня это великолепный опыт. Я знала, что бой будет жёстким и сделала всё, чтобы не отступить перед своей соперницей.

В июле 2009 года на международном турнире в Санкт-Петербурге, который проходил в спортивном комплексе «Юбилейный», Кэти снова одержала победу. На турнире ей удалось выиграть 60-й подряд поединок и 39-й поединок нокаутом. В том же году она завоевала четвёртый титул чемпионки Европы на континентальном первенстве в Николаеве.

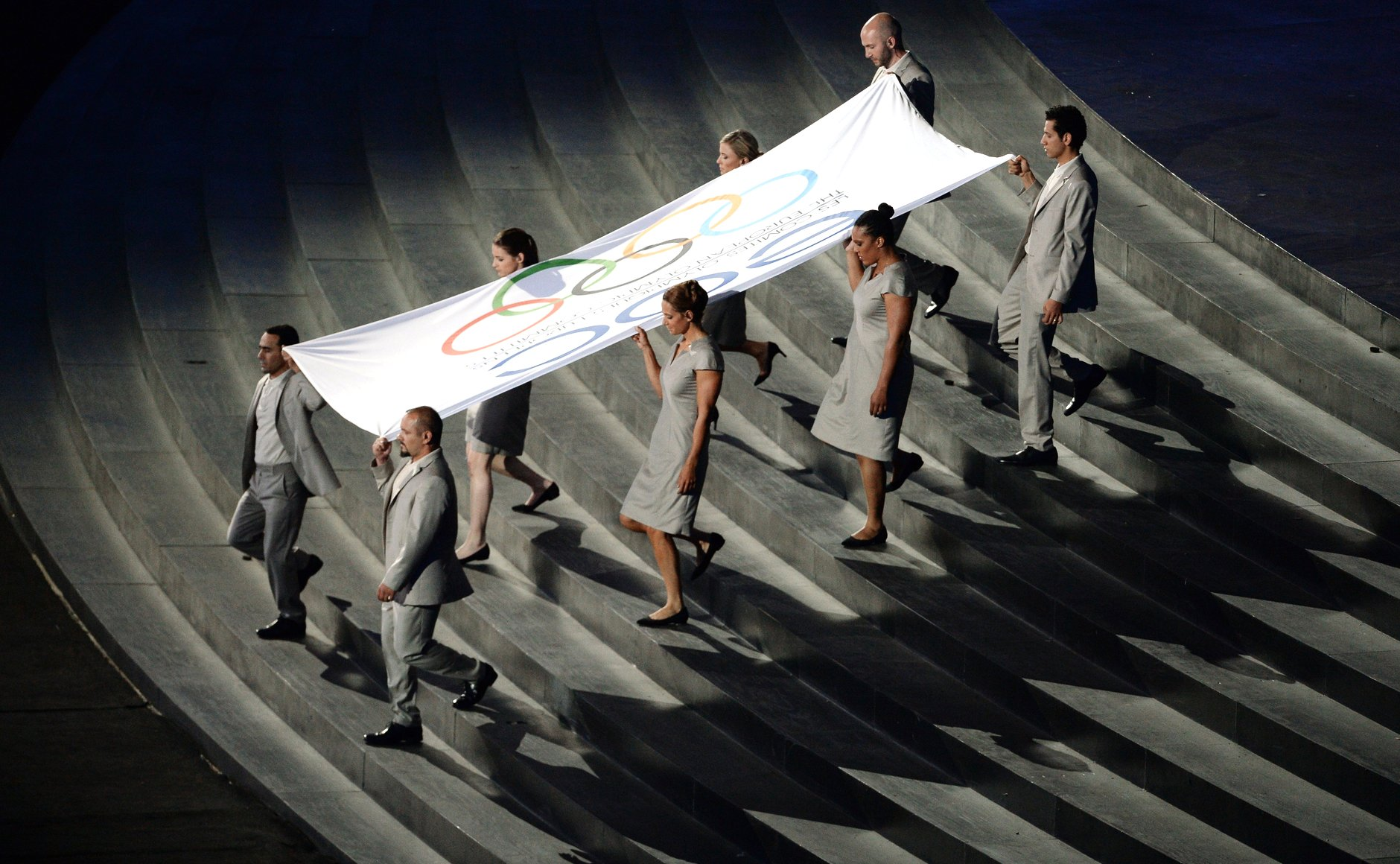
Кэти Тейлор с флагом Европейского олимпийского комитета на открытии Первых Европейских игр в Баку 12 июня 2015 года

В 2010 году на чемпионате Евросоюза в Венгрии она снова стала лучшей, а на чемпионате мира, проходившем на Карибских островах в Барбадосе, завоевала свой третий чемпионский титул, одолев свою старую знакомую Чен Донг из Китая. Победа стала сотой для Кэти, а в ноябре её наградили во второй раз призом Лучшей женщины-боксёра года в столице Казахстана. На чемпионате Евросоюза 2011 года в Катовице Кэти выиграла снова золотую медаль, на этот раз поверженной соперницей была полька Каролина Грачик, ещё через год Тэйлор выиграла чемпионат мира в китайском Цинхуандао, одолев россиянку Софью Очигава. 27 июля 2012 года Кэти приняла участие в церемонии открытия Олимпийских игр в Лондоне, будучи знаменосцем сборной Ирландии; на самой Олимпиаде она завоевала титул чемпионки, в финале снова одолев Софью Очигава.

### Футбол
В свободное от бокса время Кэти увлекается футболом и даже выступает за национальную сборную в рамках чемпионатов Европы и мира. С 2006 года она вызывается в команду, впервые она забила гол 1 апреля 2007 года в матче против Венгрии в матче отбора на чемпионат Европы 2009 года. Также она увлекалась женским гэльским футболом, играя за клубы «Брэй Эмметс» и «Фергал Ог». Постоянного футбольного клуба у Кэти нет, и сама она ставит бокс на первое место:

Мне нравится играть за Ирландию, я люблю футбол, но если выбирать что-то одно, я бы выбрала бокс. Для меня это спорт номер один, и я бы очень сильно скучала, если бы не занималась им. К тому же в футболе гораздо выше опасность травмироваться.

## Личная жизнь

### Семья
Родители — Бриджет и Питер. Есть братья Питер и Ли, а также сестра Сара.

### Образование
Училась с 1999 по 2005 годы в школе Сент-Киллиан города Брей, окончила Университетский колледж Дублина.

### Вне спорта
В 2011 году Кэти снялась в рекламном ролике напитка Lucozade вместе с английским хип-хоп исполнителем Тайни Темпа и американским рок-музыкантом Трэвисом Баркером. В Ирландии поступок Кэти раскритиковали, поскольку посчитали, что этот продукт вреден для детского здоровья, а Кэти подаёт детям плохой пример.
Вместе с тем Кэти как известная личность благодаря своей спортивной деятельности получила почётное право возглавить парадную колонну в День Святого Патрика: 1 марта 2011 года организаторы ежегодного парада в честь Святого Патрика объявили об этом решении.